# Superman (revista em quadrinhos)

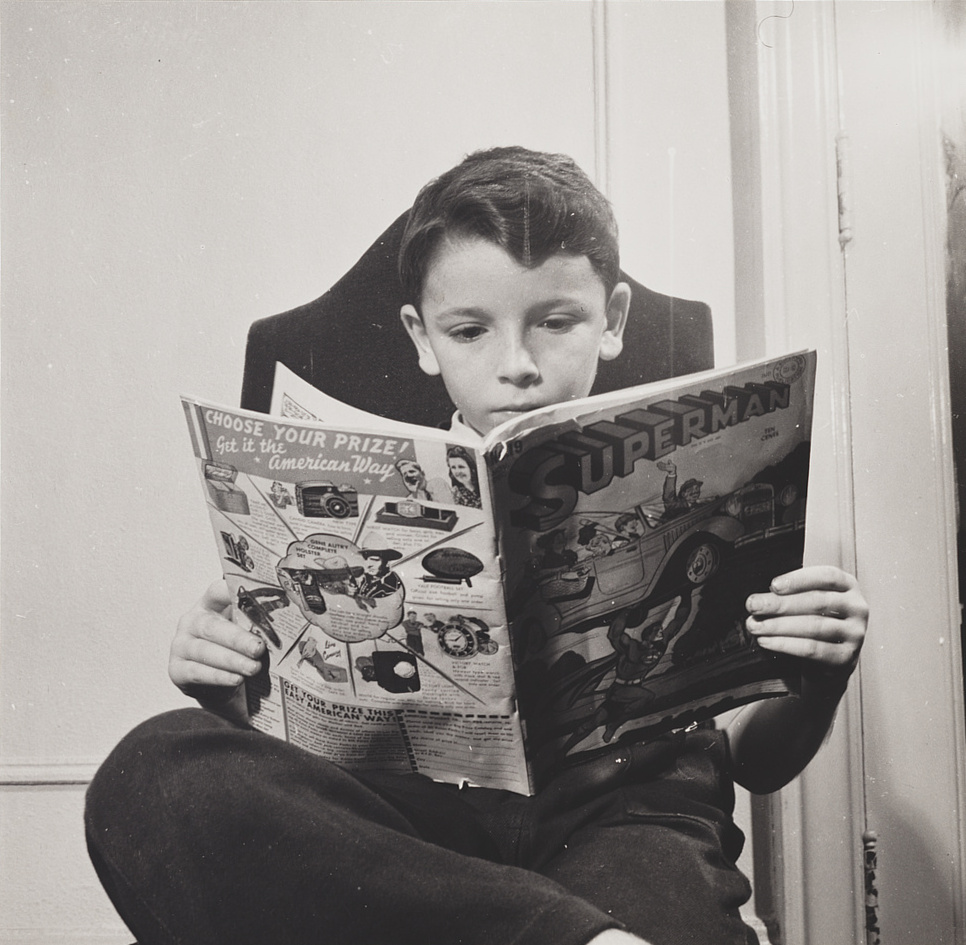
Criança lendo revista do Superman.

Superman é uma revista em quadrinhos publicada pela editora americana DC Comics.